# Torrelavit
Torrelavit là một đô thị trong ‘‘comarca’’ Alt Penedès, Barcelona, Catalonia, Tây Ban Nha.

## Biến động dân số
| 1900  | 1930  | 1960  | 1990  | 2006  |
| ----- | ----- | ----- | ----- | ----- |
| 1.233 | 1.388 | 1.228 | 1.190 | 1.232 |

- Biến động dân số từ năm 1717 đến năm 2006

1717-1981: población de hecho; 1990-: población de derecho
NOTA: Los datos referentes a los años anteriores a 1920, son la suma de los antiguos municipios de Lavit y Terrassola.